# Миньяр, Александр Константинович
Алекса́ндр Константи́нович Минья́р (настоящая фамилия Белору́чев) — российский и польский композитор. Родился в 1852 году на территории бывшего Царства Польского. Главные его произведения: оперы «Кольма», «Ворожея» и «Вдова на расхват», 2 симфонии, увертюры «Морское око» и «В Карпатах»; католические и православные церковные сочинения, романсы, пьесы для фортепиано, скрипки, виолончели, танцы, марши. Его сын К. А. Миньяр-Белоручев — известный виолончелист.

## Труды
- Миньяр А. К. В келье: Баллада: Для голоса с ф.-п.; d.1-a.2: Op. 142 / Слова А. А. Никитина. Лит. инципит Погасла в небе голубом. — М.: Ф. Детлаф, ценз. 1905.
- Миньяр А. К. Весна : Для голоса с ф.-п.: d.1-a.2: Op. 66 / Слова И. Е. Чуйкова. Лит. инципит Когда весна объемлет горы. — М.: Ф. Детлаф.
- Миньяр А. К. «Волшебные туфельки». № 2. Речитатив и молитва : Оперетта в 2-х картинах: Op. 150: Для голоса с ф.-п.; cis.1-f.2 / Либретто С. П. Медведева; Муз. А. К. де-Миньяр. Лит. инципит Мне ты велел. — М.: Ф. Детлаф.
- Миньяр А. К. Но вся вы, как мрамор холодный : Для голоса с ф.-п.: b-as.2: Op. 69. Лит. инципит Греции древней ваянье. — М.: Ф. Детлаф. ценз. 1906.
- Миньяр А. К. О, милый друг : Романс: Для голоса с ф.-п.: e.1-a.2: Op. 132 / Слова А. В. Леонтьева. — М.: Ф. Детлаф, ценз. 1906.
- Миньяр А. К. Разлука : Для голоса с ф.-п.: es.1-g.2: Op. 68 / Слова Н. Н. Лит. инципит Дружные кони. — М.: Ф. Детлаф.
- Миньяр А. К. Речитатив и молитва : Из оперетты «Волшебные туфельки»: Д. I, сцена II: № 2: Для голоса и ф.-п.; cis-f.1: Op. 150. Лит. инципит О, Аллах, Аллах, все знающий! — М.: Ф. Детлаф.
- Миньяр А. К. Скажите, где? : Для голоса с ф.-п.: d-g.1: Op. 143 / Слова А. А. Никитина. — М.: Ф. Детлаф. ценз. 1906.
- Миньяр А. К. Спи, родимый мой : Колыбел. песенка: Для голоса, виолончели и рояля: d.1-a.2: Op. 144 / Слова В. Владимирского. — М.: Ф. Детлаф.
- Миньяр А. К. Ты помнишь : Для голоса с ф.-п.: cis.1-fis.2: Op. 74. — М.: Ф. Детлаф. ценз. 1906.
- Миньяр А. К. Христос с тобой: Романс: Для сопрано, скрипки, виолончели и рояля: Op. 127 / Слова К. Р. Лит. инципит Когда, провидя близкую разлуку. — М.: Ф. Детлаф, ценз. 1898.
- Миньяр А. К. Часовой : Рус. легенда: Для голоса с ф.-п.: B-f.1: Op. 141 / Слова А. А. Никитина. Лит. инципит Где-то в глубоком Балканском ущелье. — М.: Ф. Детлаф, ценз. 1905.
- Миньяр А. К. «Anty-influenza» : Do śpiewu i fortepianu: es.1-as.2 i do tańca «Анти — инфлюэнция» rus. — Варшава: Sennewald, ценз. 1890.